# Haitianisch-vietnamesische Beziehungen
Die haitianisch-vietnamesischen Beziehungen beschreiben das bilaterale Verhältnis zwischen der Republik Haiti einerseits und der Sozialistischen Republik Vietnam andererseits.

## Geschichte und Stand
Die im Jahr 1804 von Frankreich unabhängig gewordene Republik Haiti und die im Jahr 1954 als von Frankreich unabhängig anerkannte Sozialistische Republik Vietnam unterhalten seit 1997 diplomatische Beziehungen. Die entsprechende gemeinsame Erklärung wurde am 26. September 1997 von den Leitern der Ständigen Vertretungen beider Länder bei den Vereinten Nationen in New York unterzeichnet.
Haiti richtete eine Botschaft in Hanoi ein, während Vietnam die Beziehungen zu Haiti auf dem Weg der Nebenakkreditierung der Botschaft in Kuba wahrnimmt. 
Haiti und Vietnam sind Mitglieder der Organisation internationale de la Francophonie (OIF).
In einer offenen Debatte des Sicherheitsrats der Vereinten Nationen zur Lage in Haiti plädierte des Ständige Vertreter Vietnams im September 2009 für eine zügige Steigerung der internationalen Hilfe für das ärmste, häufig von Naturkatastrophen geplagte Land der westlichen Hemisphäre.
Im Dezember 2012 besuchte der haitianische Premierminister Laurent Lamothe als erster Regierungschef Haitis auf Einladung seines vietnamesischen Amtskollegen Nguyễn Tấn Dũng Hanoi. In den Gesprächen wurde die Entschlossenheit bekräftigt, die Beziehungen auf politischem, wirtschaftlichem und kulturellem Gebiet weiter zu festigen und zu vertiefen.
Ende März 2014 erwiderte Premierminister Nguyễn Tấn Dũng den Besuch mit einem zweitägigen Aufenthalt in Haiti. Es konnte ein rasches Wachstum des bilateralen Handels konstatiert werden. Im Jahr 2013 war der Wert des Warenaustausches auf 42 Mio. US-Dollar angestiegen. Vietnam importiert hauptsächlich Bekleidungsmaterialien, Zellstoff und Tierfutter aus Haiti und exportiert Reis, Bekleidung, Rattan, Holzprodukte, Chemikalien und andere Waren in das Land.
Im Juni 2018 empfing der haitianische Präsident Jovenel Moïse den in Havanna residierenden vietnamesischen Botschafter.
Im November 2022 besuchte der haitianische Vizeaußenminister Azad Pierre Nasser Belfort Hanoi und wurde von seinem Amtskollegen Ha Kim Ngoc empfangen. Beide betonten erneut den Willen zur Intensivierung der Zusammenarbeit.
Angesichts der Krise in Haiti stellte das vietnamesische Außenministerium im März 2024 fest, dass 70 bis 80 vietnamesische Staatsangehörige in Haiti lebten und aufgerufen wurden, sich nur an möglichst sicheren Plätzen aufzuhalten.